# Salto Kukenan

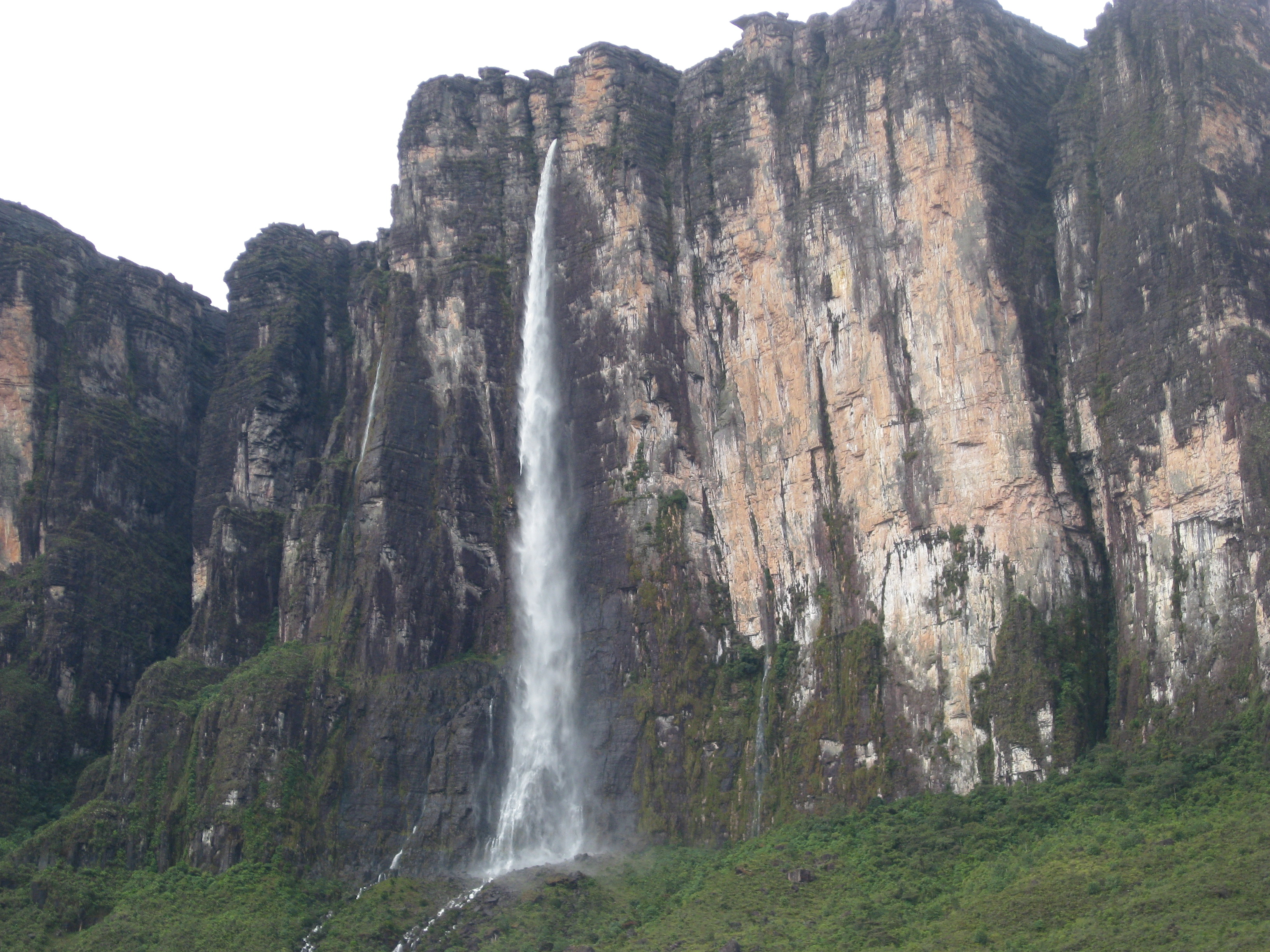
Salto Kukenan

Der Salto Kukenan, Salto Kukenaam oder Salto Cuquenán ist ein nicht permanenter Wasserfall, der auf der Hochfläche des Kukenam-Tepui (2650 m) im Nationalpark Canaima in Bolívar, Venezuela entspringt und als Río Cuquenán dem Río Caroní zufließt. Der Kukenan-Tepui ist ein Zwillingstafelberg des Roraima-Tepui (2810 m), welcher durch den Roman Die vergessene Welt von Sir Arthur Conan Doyle und zahlreiche Verfilmungen Bekanntheit erlangt hat. Bei der Roraima-Formation handelt es sich um den Überrest des alten Kontinents Gondwana.
Bei der beliebten sechstägigen Trekkingtour vom Dorf Paratepui zum Roraima-Tepui liegt der Wasserfall in Sichtweite.

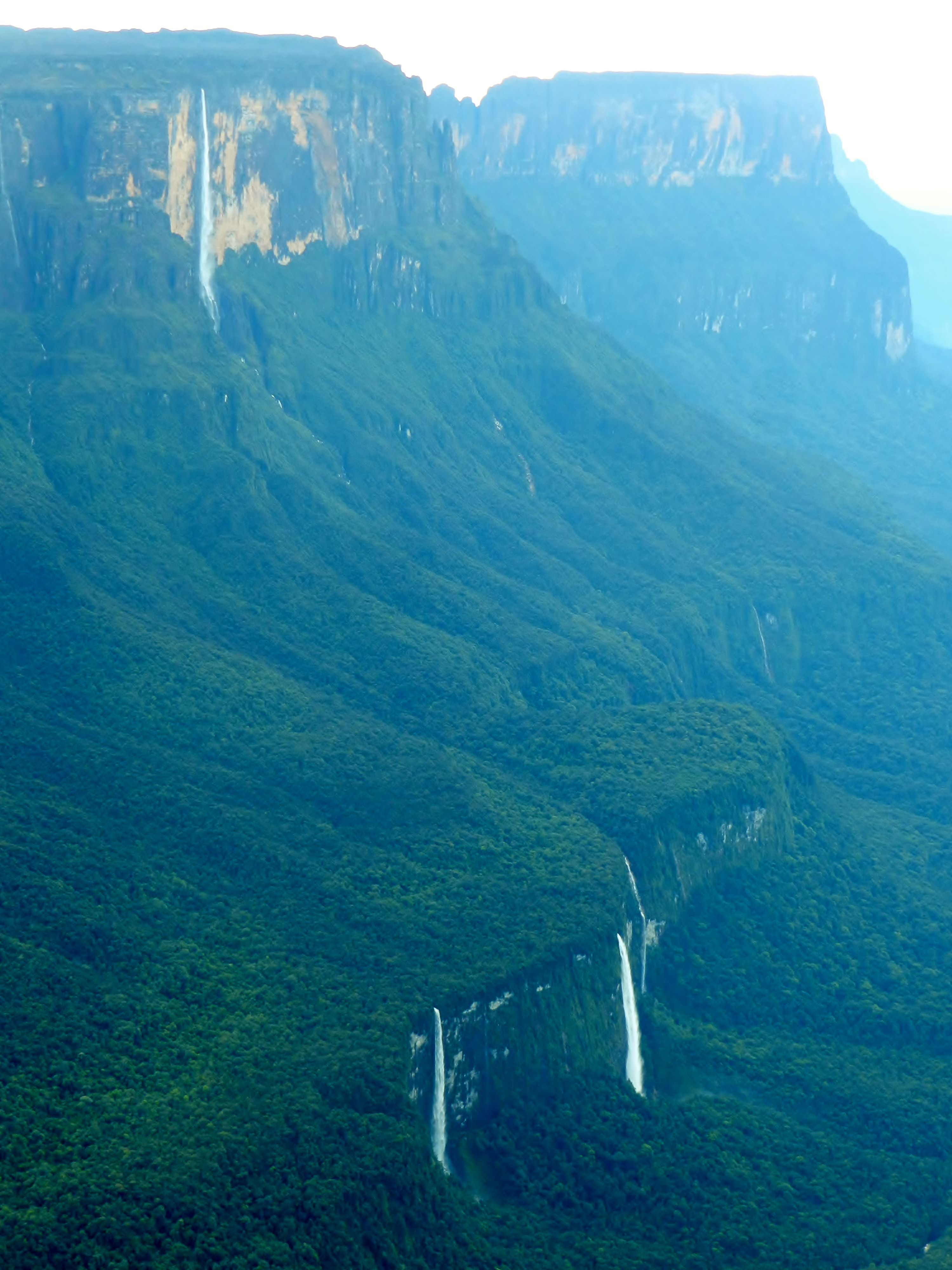
Salto Kukenan (2013)

Koordinaten: 5° 31′ 0″ N, 61° 56′ 0″ W